# Teatro Ariston
Il teatro Ariston (dal greco ἄριστον, migliore o eccellente) della città di Sanremo (IM) è uno dei più noti cinema-teatro d'Italia, in cui vengono organizzati spettacoli ed eventi, tra cui il Festival della Canzone Italiana.

## Storia
Negli anni quaranta il commendatore Aristide Vacchino decise di acquistare il terreno sul quale sarebbe sorto il teatro. I lavori di costruzione iniziarono nel 1953 e nel 1963 nacque il teatro Ariston: una struttura immensa e maestosa, stupefacente per la tecnologia adottata all'epoca per la realizzazione.
Normalmente usato come cinema e per spettacoli teatrali di vario genere, è diventato famoso al pubblico in tutta Italia perché dal 1977 ospita annualmente il Festival della Canzone Italiana, comunemente noto come Festival di Sanremo, nato nel 1951 e che in precedenza si teneva nel salone delle Feste del Casinò Municipale della città dei fiori. Soltanto nel 1990 il festival venne svolto in un'altra sede (nel nuovo mercato dei Fiori situato in Valle Armea, in frazione Bussana), in occasione della quarantesima edizione, per la maggiore capienza dei locali e per lavori di restauro e ampliamento in corso all'interno dell'Ariston, che in quell'occasione ospitò ugualmente altre manifestazioni, sempre legate alla rassegna canora.
Oltre al Festival della Canzone Italiana, all'Ariston si tiene ogni anno il Premio Tenco; fino al 2014 ha ospitato anche il Premio regia televisiva (noto come Oscar Tv). Dal teatro Ariston sono inoltre state trasmesse nel 2008 e 2009 le prime due edizioni dello show televisivo di Rai Uno Ti lascio una canzone, nel 2018 e 2019 il talent show Sanremo Young e l'edizione 2021 di PrimaFestival.
A partire dagli anni '80 il teatro ospita anche la puntata speciale di Domenica in dedicata all'edizione appena conclusa del Festival di Sanremo, in onda il giorno successivo alla serata finale, tradizionalmente tenuta di sabato.

La struttura è tuttora di proprietà della famiglia Vacchino, la quale nel 2017 ha acquistato un fabbricato di quattro piani adiacente al Teatro per adibire gli spazi, a seguito di un progetto di ristrutturazione e ampliamento, a nuovi camerini, sale riunioni e aree per la logistica.

Logo del teatro